# Gerhard Schiffel
 Gerhard Schiffel  (* 22. März 1913 in Glashütte; † 12. August 2002 in Heidenau) war ein deutscher Graphiker,  Zeichner und Maler.

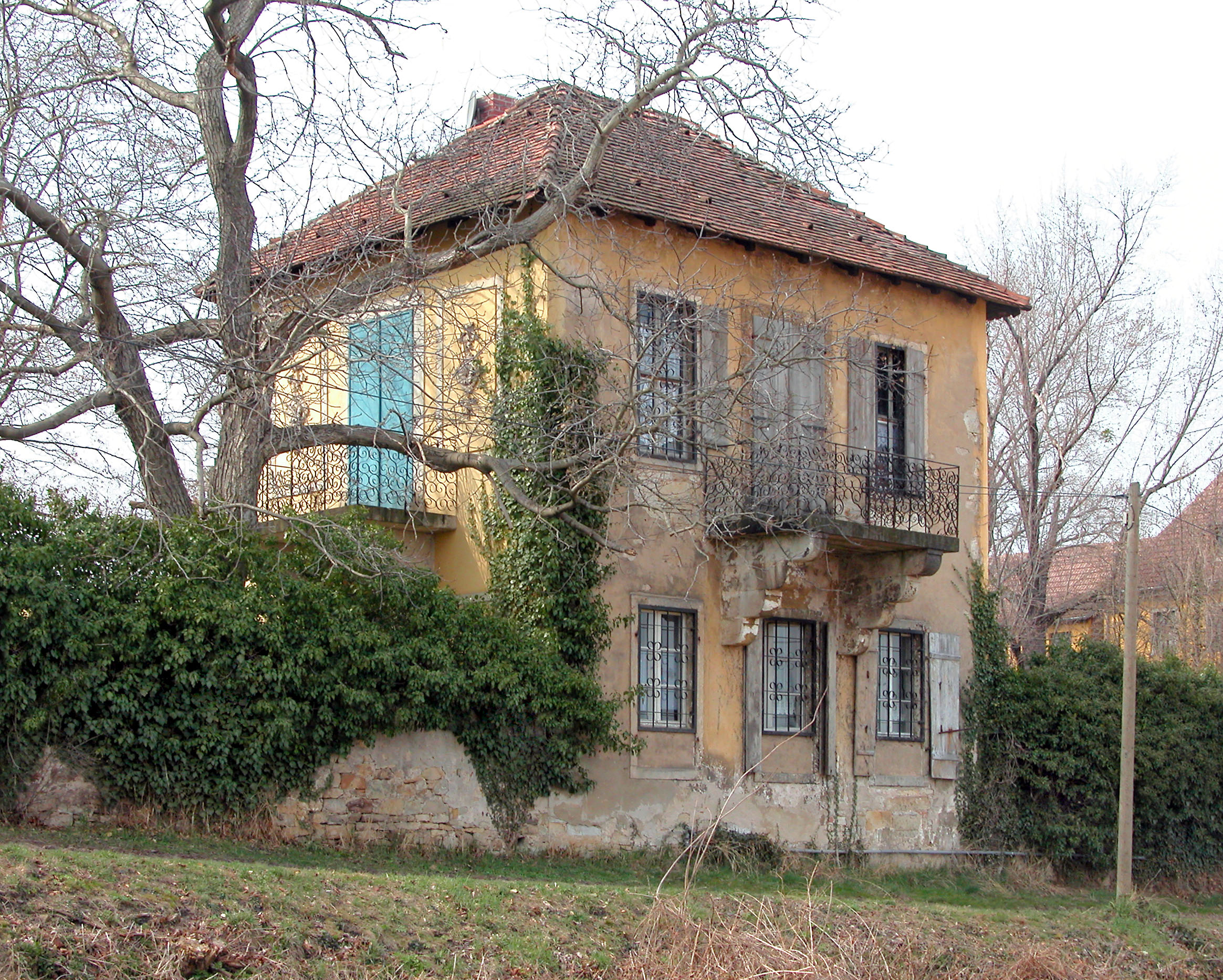
Pavillon im Schloß Borthen

## Leben
Gerhard Schiffel wurde als Sohn eines Mechanikers geboren. Nach seiner Schulzeit begann er im Jahr 1928 eine Lehre als Gebrauchsgrafiker bei der Dresdner Firma Eberhard-Walter Hahnemann in der Parkstraße 7. Gleichzeitig besuchte er Malkurse. Nach erfolgreichem Lehrabschluss im Jahr 1931 begann er bei der Kunstdruck AG in Dresden-Niedersedlitz als Gebrauchsgrafiker zu arbeiten. Während dieser Zeit wohnte er in Dresden gemeinsam mit seinem Freund Günter Schmitz an der Kaulbach-Ecke Grunaer Straße.
Im Jahr 1938 heiratete er und zog zu seiner Frau nach Burgstädtel bei Borthen in den südlichen Höhen des Elbtals. Er besuchte Volkshochschulkurse und die Graphische Fachschule in Dresden. In der Zeit des Zweiten Weltkrieges musste er sein Studium unterbrechen und diente als Frontsoldat an der Ostfront und später in Frankreich. Im Jahr 1942 konnte er ein Semester an der Dresdner Kunstakademie bei Rudolf Schramm-Zittau erfolgreich abschließen.
Ab dem Jahr 1946 arbeitete er als freischaffender Maler und Grafiker in einem Pavillon im Borthener Rittergut. Es entstanden Bilderzyklen über Dresden und ebenso über Borthen und Umgebung. Als Motive in zahlreichen Aquarellen, Gemälden, Zeichnungen und Collagen finden sich alte Bauerngüter, Bäume, die Landschaft um Borthen und ihre Menschen. Diese Werke wurden unter anderem in Kunstdruckmappen veröffentlicht. Schiffel beteiligte sich 1945/1946 mit einem Aquarell („Rittergut Borthen“) an der ersten Kunstausstellung in Dresden nach Kriegsende („Freie Künstler. Ausstellung Nr. 1“).
Ein Werkvertrag vom Volkseigenen Gut (VEG) Obstproduktion Borthen im Jahr 1976 sicherte ihn und seine Familie finanziell und materiell ab. Waren seine Arbeiten anfangs noch dokumentarisch mit exakt erfassten Motiven, so folgte dann die freie Art des Aquarellierens. Seine Werke waren Zeichnungen, Aquarelle und Ölbilder. Er war ein Künstler der warmen Farben und wollte  „die Welt voller Wunder und Wunden“ zeigen, wie er selbst im Jahr 1991 schrieb.
Die Malerei mit Ölfarbe wich später der Aquarellmalerei. In der Zeit von 1978 bis 1979 hielt er an der TU Dresden in der Abteilung Grundlagen der Gestaltung mit dem Bildhauer Wilhelm Landgraf Vorträge. Der Kunsthändler und Maler Gerhard Patzig und der Grafiker Günter Schmitz waren seine engsten Freunde und Bewunderer wie auch Kritiker. Gerhard Schiffel starb am 12. August 2002 und wurde in Lockwitz beigesetzt.
Das Lohgerber-, Stadt- und Kreismuseum Dippoldiswalde besitzt mehrere seiner Werke. Ihm zu Ehren wurde ein Verbindungsweg nach Kleinborthen benannt: Gerhard-Schiffel-Weg.

## Werke (Auswahl)
- 1940: Blick auf Dresden und Elbe, Aquarell und Deckfarben
- 1944: Blick auf Sobrigau, Aquarell und Deckfarben
- 1945: Schloßstraße, Dresden, Aquarell und Deckfarben
- 1945: Denkmal der Freundschaft (Röhrsdorf), Aquarell
- 1947: Porträt von Elsa Fenske im Elsa-Fenske-Heim (Neues Jägerhaus) in Grillenburg und später auf Gut Gamig.

## Ausstellungen (Auswahl)
- 2013/2014: Gerhard Schiffel zum 100. Geburtstag, Malerei und Grafik. Museum Osterzgebirgsgalerie im Schloss Dippoldiswalde[5][6]
- 2009 Stadtgalerie Radebeul (mit Günther Schmitz)
- 2002: Kabinettausstellung Gerhard Schiffel und Günter Schmitz. Osterzgebirgsgalerie im Schloss Dippoldiswalde.[3]